# Arbon
Arbon ist eine politische Gemeinde und der Hauptort des gleichnamigen Bezirks im Kanton Thurgau in der Schweiz. Die Ortschaft liegt am Bodensee und ist aus touristischer Sicht vor allem wegen ihrer Altstadt und ihrer Seepromenade bekannt. Als Wahrzeichen der Stadt gelten Schloss und Schlossturm.
Arbon hat römische Wurzeln und hiess ursprünglich Arbor Felix (lateinisch glücklicher Baum). Heute ist Arbon nach Frauenfeld und Kreuzlingen die drittgrösste Stadt des Kantons. Bis 1997 bildeten die Ortsgemeinden Arbon und Frasnacht die Munizipalgemeinde Arbon.

## Geographie

Historisches Luftbild aus 250 m von Walter Mittelholzer von 1925

Arbon liegt auf einer spornförmigen Halbinsel am Südufer des Bodensees zwischen Romanshorn und Rorschach. Südlich grenzt die Gemeinde an das Gebiet des Kantons St. Gallen.
Die nächste grössere Stadt ist St. Gallen. Seit 1993 besteht ein Zubringer zur A1. Arbon gehört zum Einzugsgebiet der Stadt St. Gallen, somit ist St. Gallen für die Einwohner von Arbon das Zentrum von Kultur und Nachtleben.
Obwohl die Stadtfläche nur 6,1 km² beträgt, wird sie in sechs verschiedene Quartiere unterteilt. Das Quartier Altstadt liegt zentral, ist mittelalterlichen Ursprungs und wird von vielen engen Gassen durchzogen. Seit einigen Jahren werden Anstrengungen unternommen, die Altstadt verkehrstechnisch zu beruhigen und den Durchgangsverkehr Romanshorn – Rorschach zu verlagern. Etwas erhöht liegt das Quartier Bergli. Es ist nach dem «Bergli» benannt, auf dem es liegt (ungefähr 430 m ü. M.). Das Süd-Quartier umfasst die ehemaligen Arbeitersiedlungen aus der Zeit der Industrialisierung («Neustadt», «Bleiche» und «Stacherholz») und weist eine hohe Wachstumsrate auf. Am dortigen Stadtrand haben sich verschiedene Industriezweige angesiedelt, insbesondere liegt dort das Fabrikationsgelände der Saurer AG. Die Romanshornerstrasse, das Industriegebiet Nordwest und ländliche Gebiete machen den Charakter des Quartiers Scheidweg aus, das in den Ortsteil Frasnacht übergeht. Stachen und Frasnacht sind ehemals selbständige Gemeinden, die 1998 nach Arbon eingemeindet wurden. Die beiden Orte bilden die Quartiere 5 und 6. Stachen ist mittlerweile mit Arbon verwachsen, während es zu Frasnacht noch eine räumliche Trennung gibt.
Im Quartier Scheidweg befindet sich ein etwa zwei Quadratkilometer grosses Naturschutzgebiet entlang des Seeufers. Teilweise befindet sich das Gebiet auf Egnacher Boden.

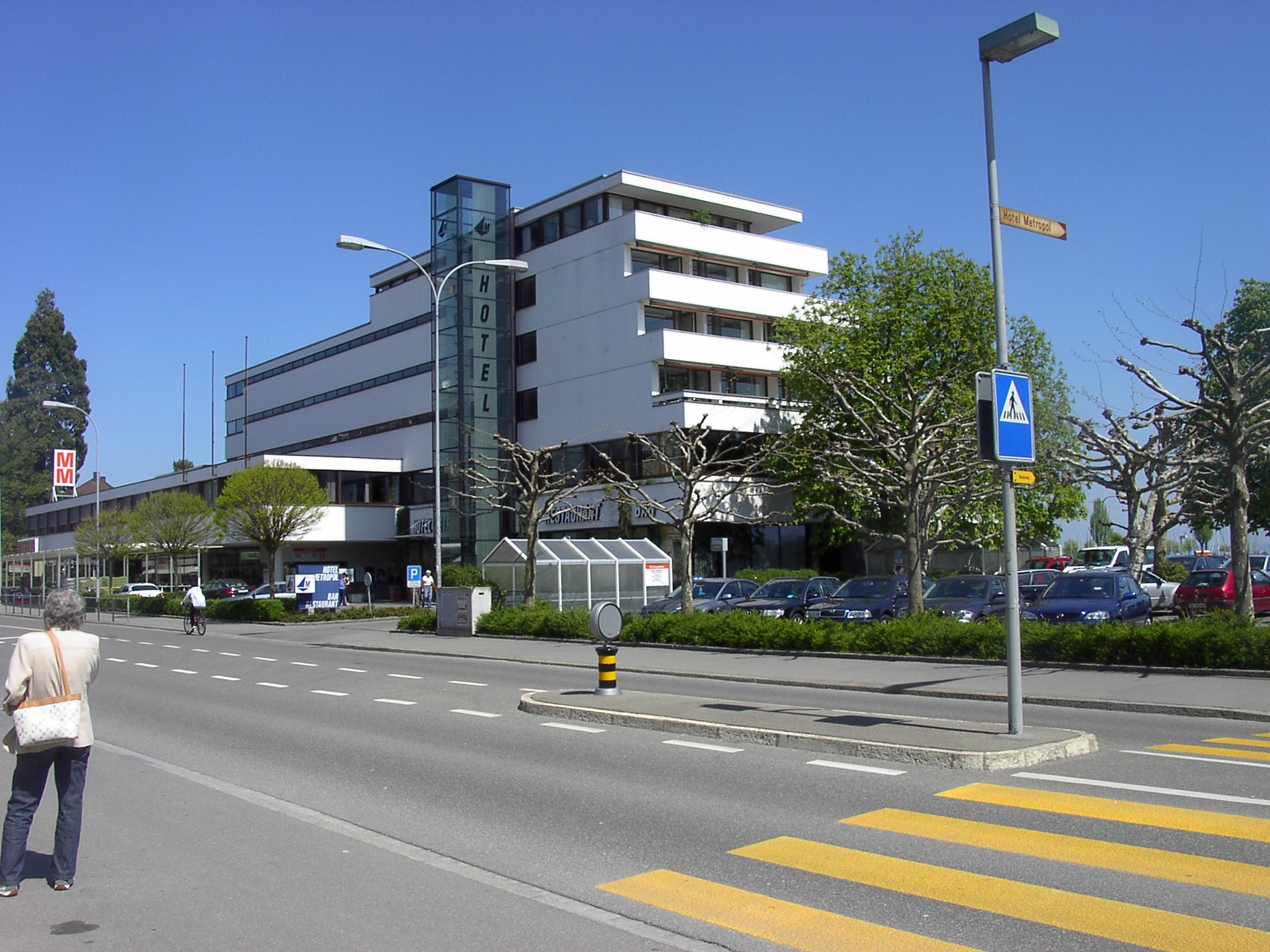
Bahnhofstrasse Arbon

Arbon liegt am Nordrand des durch den Bodensee begrenzten Schweizer Mittellandes. Dieses Becken wurde durch die letzte Eiszeit (Würm-Kaltzeit) ausgeschliffen und hat als oberste Gesteinsschicht Süsswasser-Molasse. Der Bodensee selbst läuft dem Schweizer Mittelland wie die meisten Schweizer Seen rechtwinklig entgegen, der See ist ein fluvioglazial erodiertes Zungenbecken des eiszeitlichen Rheingletschers, das vom Rhein gefüllt worden ist. Die Ortschaften am See, zu denen auch Arbon gehört, sind im Anstieg der ehemaligen Seitenmoräne zu finden, auf der Schweizer Seite Seerücken genannt.

### Klima
Die häufigste Wetterlage in dieser Region ist die Westwind-Wetterlage, deren Winde durch die über dem Atlantik aufgenommene Feuchtigkeit vielfach Niederschlag heranführen. Daneben beeinflusst die kalte Bise aus Ost oder Nordost (trockener Kontinentalwind) das Klima stark. Auch wirkt der warme Föhn (Südwind, durch die Topographie der Alpen ausgetrocknet) bis Arbon, da die Stadt in der Nähe der Voralpen liegt (Säntis). Vor allem in den Sommermonaten sind Wärmegewitter häufig, auf dem Bodensee wurden schon Wasserhosen beobachtet. Auch aus diesen Gründen gibt es am Bodensee ein alle drei Anrainerstaaten verknüpfendes Sturmwarnsystem.
Die mittleren Januar-Temperaturen liegen zwischen minus 2 und 0 °C, die mittleren Juli-Temperaturen zwischen 15 und 18 °C. Die jährliche Niederschlagsmenge beträgt zwischen 80 und 100 cm.

### Nachbargemeinden
Nachbargemeinden sind im Nordwesten Egnach, im Westen Roggwil TG und im Südosten Steinach SG. Ein kurzer Grenzabschnitt besteht im Südwesten zu Berg SG. Im Norden und im Osten bildet der Bodensee die natürliche Begrenzung der Stadt.
Übersicht:
| Roggwil TG | Egnach                                      | Bodensee |
| Roggwil TG | Kompassrose, die auf Nachbargemeinden zeigt | Bodensee |
| Berg SG    | Steinach                                    | Horn     |

## Geschichte

### Vorgeschichte und Antike
Das Bodenseeufer bei Arbon war seit der Steinzeit besiedelt. Während archäologischer Ausgrabungen 1885 und 1944 konnten Pfahlbausiedlungen der Pfyner Kultur aus der Jungsteinzeit und der Bronzezeit nachgewiesen werden. Die jungsteinzeitlichen Häuser mit ungefähr 21 m² Grundfläche bestanden grösstenteils aus Holz und wurden aufgrund des sumpfigen Bodens auf Pfosten erbaut. Sie standen nicht, wie zuerst angenommen, im Wasser. Die spätere bronzezeitliche Siedlung an selber Stelle ist der eponyme Fundort der in der Nordschweiz und Süddeutschland verbreiteten Arbon-Kultur. Zwischen 1993 und 1995 wurden insgesamt 1100 m² der Fundstelle Arbon-Bleiche 3 vom Amt für Archäologie des Kantons Thurgau freigelegt, die ergaben, dass das erste Haus der Siedlung im Jahre 3384 v. Chr. gebaut wurde. Im Zentrum der Siedlung und bis 3376 v. Chr. wurden weitere Häuser gebaut, bis die Bauten 3370 v. Chr. einem Brand zum Opfer fielen. Die Pfahlbausiedlung gehört seit 2011 zum UNESCO-Welterbe «Prähistorische Pfahlbauten um die Alpen».
Während der Epoche der römischen Herrschaft über das heutige Schweizer Gebiet bestand wahrscheinlich auf der Höhe des heutigen Bergliquartiers eine befestigte Siedlung. Die Lage auf der erhöhten Position über dem See dürfte von strategischer Bedeutung gewesen sein. Seit 1957 werden in regelmässigen Abständen archäologische Ausgrabungen vorgenommen, um die römische Vergangenheit Arbons zu erforschen. Der lateinische Name Arbons, Arbor Felix, erscheint zum ersten Mal im Itinerarium Antonini aus dem 3. Jahrhundert n. Chr. Er geht wohl auf die im keltischen Raum verbreitete Ortsbezeichnung «Arbona» zurück. Während das Itinerarium Arbon noch als befestigte Poststation an der Strassenkreuzung der Strecken Vitudurum (Oberwinterthur) – Brigantium (Bregenz) bzw. Constantia (Konstanz) – Curia (Chur) ausweist, zeigt die Tabula Peutingeriana aus dem 4. Jahrhundert Arbon bereits als römisches Kastell. Grund für die Anlage der Befestigung war wohl die Rücknahme der römischen Grenze an die Linie Rhein–Iller–Donau nach der Aufgabe des Obergermanisch-Raetischen Limes nach 260 n. Chr. (siehe Donau-Iller-Rhein-Limes).
Das spätrömische Kastell hatte den Ausgrabungen zufolge eine Grundfläche von ungefähr 10'000 m² zwischen der Südspitze des Hügels Bergli bis zum Seeufer. Die ursprüngliche Wehrmauer war ungefähr 350 m lang. Unter der Martinskirche wurde das Badgelände der Anlage entdeckt; die dortigen Mauern dienten später als Basis für die Kirche. Die Bewohner des Kastells wurden wahrscheinlich zumindest zum Teil auf dem Berglihügel beigesetzt. Laut der um 425 entstandenen Notitia dignitatum war in Arbon die cohors Herculea Pannoniorum unter einem tribunus stationiert; wahrscheinlich war der Ort zudem Stützpunkt der römischen Bodenseeflottille.
Laut dem zeitgenössischen Geschichtsschreiber Ammianus Marcellinus (Accursius-Bücher 31,10, 20) zog 378 n. Chr. Kaiser Gratian über Arbon nach Osten, um seinen Vetter Valens gegen die Goten zu unterstützen. Als sich die römischen Truppen im späteren 5. Jahrhundert zurückzogen, blieb die keltoromanische Bevölkerung zurück und ging in den einwandernden Alamannen auf. Die Ortsnamen Frasnacht und Feile deuten aber darauf hin, dass es kurzzeitig eine sprachliche Grenze zwischen der alamannischen und der romanisch sprechenden Bevölkerung gab. Die weltliche Gewalt ging bis weit nach dem römischen Rückzug jedoch weiter von einem Tribun aus, der nun dem Dux der Provinz Raetia prima unterstand.

### Vom Mittelalter bis zur Industrialisierung

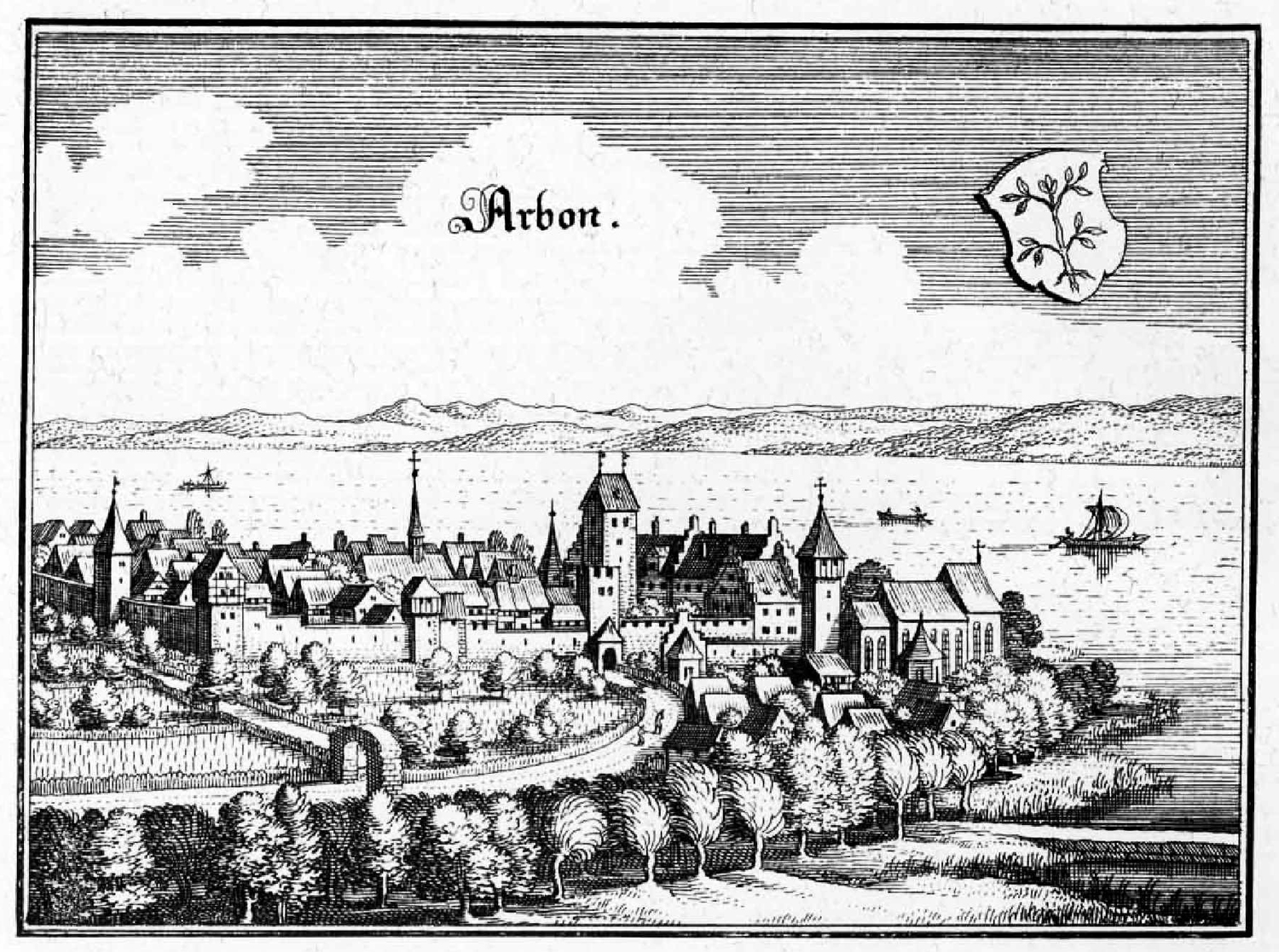
Ansicht der Stadt Arbon auf einem Stich von Matthäus Merian, 1643

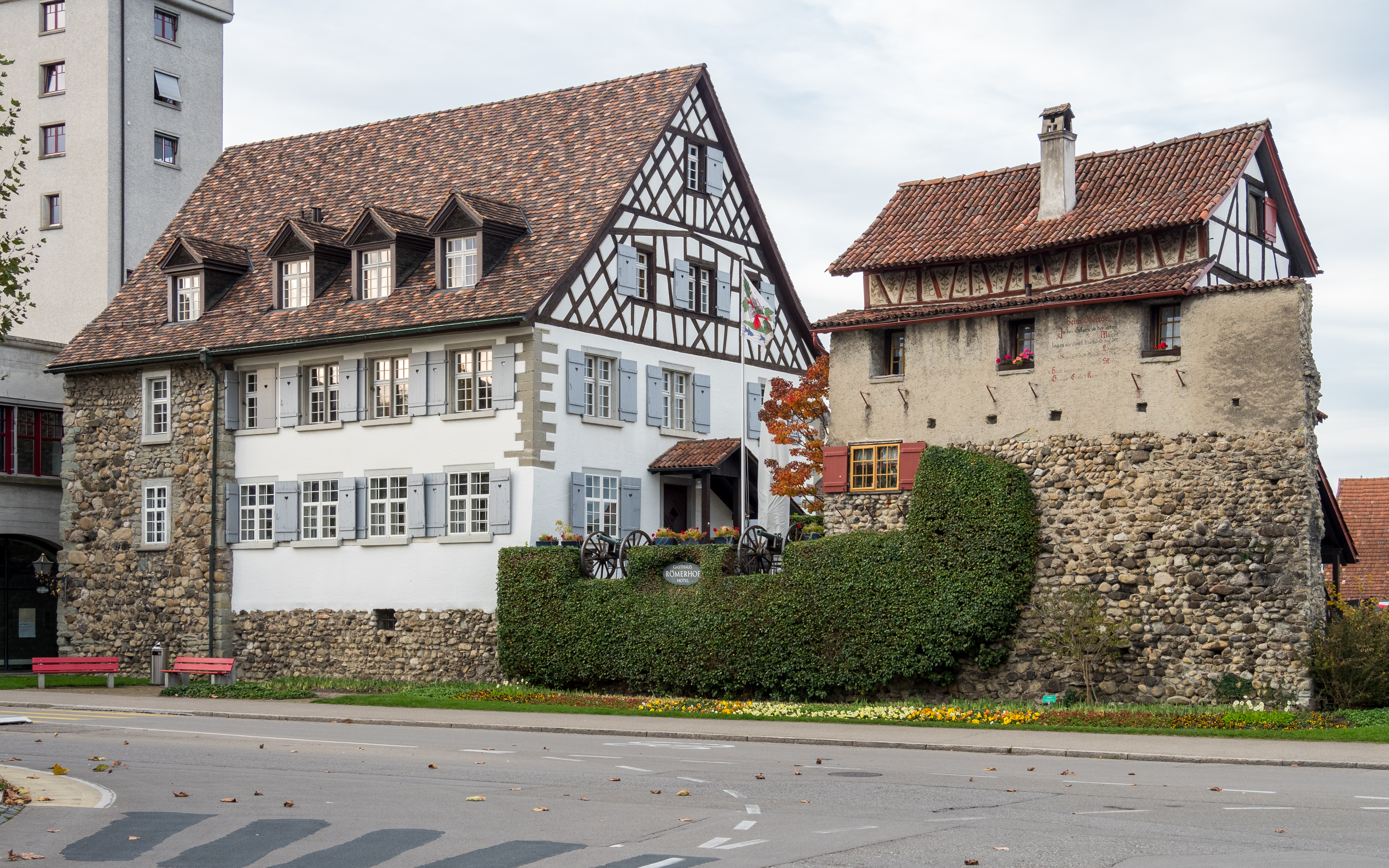
Arbon – Gasthaus «Römerhof» und Reste der Stadtmauer

610 liessen sich irische Mönche aus der Gefolgschaft des Columban von Luxeuil in Arbon nieder. Sie trafen der Überlieferung zufolge auf eine kleine christliche Gemeinde in einer befestigten Siedlung, die von den Quellen als Castrum bezeichnet wird. Einer der Gefolgsleute Columbans war der heilige Gallus, der Gründer des Klosters St. Gallen, welcher 627 in Arbon starb. Auf 720 wird die Errichtung einer ersten Burganlage an der Stelle des heutigen Schlosses angesetzt. Von dieser Burg sind heute noch Grundmauern übrig. Errichtet wurde die Burg von Mitgliedern der fränkischen Waltramsippe. Sie diente einige Jahrzehnte als Herrschaftssitz des im Jahr 744 erstmals erwähnten Arbongaus, der nach der Einführung der Grafschaftsverfassung in Alamannien und Churrätien gebildet wurde.
Das Herzogtum Alamannien wurde im 8. Jahrhundert Teil des Frankenreiches. Kirchlich gehörte Arbon seit dem Frühmittelalter zum Bistum Konstanz. Die dortigen Fürstbischöfe übernahmen das Grafenamt im Arbongau und den dazugehörenden Grundbesitz um Arbon einschliesslich der Burg und liessen sie durch das Ministerialengeschlecht der Herren von Arbon verwalten. 1255 verlieh der Konstanzer Bischof Eberhard von Waldburg der Siedlung Arbon das Markt- und später das Stadtrecht und versah sie mit Mauern und Graben. Im selben Jahrhundert siedelten sich vermehrt Bauern in der Gegend an, es entstanden zahlreiche weitere Gehöfte. Von 1262 bis 1264 und nochmals 1266 residierte der minderjährige Herzog von Schwaben, Konradin, in Arbon, da Bischof Eberhard von Waldburg sein Vormund war. Konradin verlieh Arbon 1266 zum Dank Gericht und Bann. 1282 kaufte Fürstbischof Rudolf I. von Konstanz Arbon wieder zurück. Die Besitztümer der Kirche St. Martin, die fruchtbaren Felder im Umland und der Hafen machten Arbon zu einem wichtigen Verwaltungszentrum der Grundherrschaft des Hochstifts Konstanz. Kirchlich gehörten zur Gemeinde Arbon bis ins 18. Jahrhundert auch die Dörfer Steinach, Mörschwil, Horn, Goldach, Egnach, Roggwil und Steinebrunn.
Das 14. Jahrhundert war von weiterem Wachstum geprägt. Arbon wurde zu einer wirtschaftlich wichtigen Ortschaft am See, die neben Leinwandproduktion weiterhin Landwirtschaft und Handwerk aufwies. In dieser Zeit verpfändeten die Bischöfe von Konstanz die Herrschaft über Arbon an verschiedene adlige Geschlechter. Zwischen 1322 und 1334 liess Bischof Rudolf von Montfort die verfallene Burg wieder aufbauen. 1335 erhielt Arbon von König Ludwig IV. (dem Bayer) die gleichen Stadtrechte wie die Reichsstadt Lindau. 1390 zerstörte ein Brand unbekannter Ursache weite Teile der Altstadt. Ein zweiter Grossbrand von 1494 wurde auf die Brandstiftung der Söhne eines wegen Diebstahls Gehängten zurückgeführt.
1441 löste Fürstbischof Heinrich IV. von Konstanz die Herrschaft Arbon wieder aus der Pfandschaft aus. Bis 1798 wurden die Stadt und ihr Umland danach durch einen bischöflichen Obervogt verwaltet. Als 1460 der habsburgische Thurgau von den Eidgenossen erobert wurde, behielt der Fürstbischof zwar seine Herrschaft, musste jedoch der Eidgenossenschaft spätestens im Schwabenkrieg 1499 den Heerbann und das Besatzungsrecht einräumen. Seither beanspruchten die Eidgenossen die Landesherrschaft über Arbon, die bischöfliche Verwaltung blieb aber unangetastet.
Das Arboner Schloss wurde in seiner heutigen Fassung 1515 von Bischof Hugo von Hohenlandenberg errichtet, wobei der Turm selbst älter ist und auf das Jahr 993 zurückgeht. 1525 traten erstmals Spannungen zwischen der katholischen Kirche und der Arboner Bevölkerung auf, die sich mehrheitlich der Reformation zuwandte. 1537 mussten die Reformierten die Kirche St. Martin wieder den Katholiken zurückgeben und sich auf die Kapelle in Erdhausen beschränken, obwohl nur eine kleine Minderheit beim katholischen Glauben blieb. Die konfessionellen Streitigkeiten dauerten bis ins 18. Jahrhundert. 1712 wurde im Thurgau die Gleichberechtigung der Konfessionen festgelegt und 1728 im Diessenhofener Traktat auch für Arbon durchgesetzt.
→ siehe auch Abschnitt Geschichte im Artikel Frasnacht

### Von der Industrialisierung bis zur Gegenwart

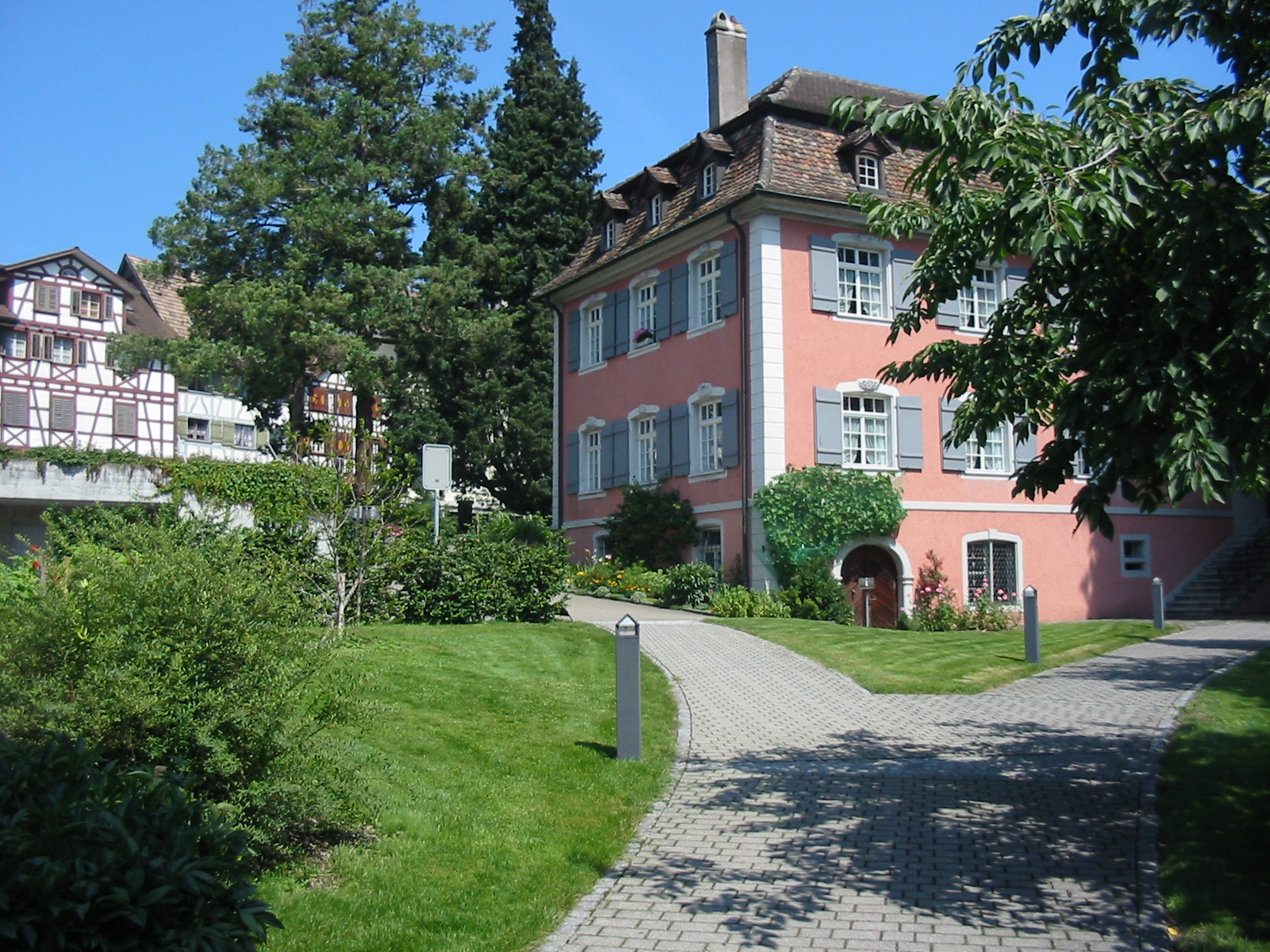
«Rotes Haus» von 1750

Im 18. Jahrhundert liess sich die Leinwandindustrie in Arbon nieder. Die Firmenpatrons dieser Zeit wie Jakob von Furtenbach II. bauten rund um die Altstadt Villen, beispielsweise das «rote Haus» von 1750.
1798 wurde der Thurgau durch die Eidgenossenschaft in die Freiheit entlassen, kurz darauf aber von französischen Truppen besetzt. Nach der Einführung der Helvetischen Verfassung endete die Zugehörigkeit der Stadt zum Hochstift Konstanz endgültig. Der letzte fürstbischöfliche Obervogt, Franz Xaver Wirz von Rudenz, musste die Stadt verlassen. Durch die Mediationsverfassung von 1803 kam Arbon zum neu errichteten Kanton Thurgau. 1803 bis 1815 waren Arbon und die Exklave Horn zu einer Gemeinde vereinigt.
Im 19. Jahrhundert entwickelte sich die Kleinstadt zum Industriestandort. Dies hauptsächlich dank dem Deutschen Franz Saurer, der seine zehn Jahre zuvor in St. Gallen gegründete mechanische Werkstätte und Eisengiesserei 1863 nach Arbon verlegte. Ab 1888 baute er Stickmaschinen und Verbrennungsmotoren. Noch mehr Personen – nach eigenen Angaben über 4000 – beschäftigte zeitweise der US-Amerikaner Arnold Bendix Heine innerhalb und ausserhalb der von ihm 1898–1908 errichteten weltgrössten Stickereifabrik (in den 1920er-Jahren liquidiert, 1990 abgebrochen). Infolge der Industrialisierung erhöhte sich die Einwohnerzahl der Gemeinde von 1427 im Jahr 1850 auf 5677 zur Jahrhundertwende und 10'299 im Jahr 1910. Saurer baute ab 1904 auch Lastwagen und schliesslich Webstühle. Am meisten Personen (4513) beschäftigte die Fabrik 1963. Die Produktion ziviler Lastwagen und Busse endete 1983, jene von Militärfahrzeugen 1986. Heute befindet sich die Firma in chinesischem Besitz und stellt nur noch Stickmaschinen her.
1902 ereigneten sich dreitägige italienerfeindliche Krawalle. Bei Heine kam es 1907 zu einem wilden Streik italienischer Hilfsarbeiterinnen, 1908 zu einer fünfmonatigen Aussperrung der Belegschaft. 1910 war fast die Hälfte der Wohnbevölkerung ausländischer, fast ein Viertel italienischer Nationalität. 1911 fand in Arbon eine internationale Sozialistenkundgebung mit angeblich 10'000 Teilnehmern statt. Von den 1920er- bis in die 1950er-Jahre wurde die Stadt von einer sozialdemokratischen Mehrheit regiert und war in der ganzen Schweiz als «rotes Arbon» bekannt. Dank seiner Seepromenade, die vom «roten Arbon» gegen den Widerstand der bürgerlichen Minderheit gebaut wurde, ist Arbon heute ein beliebtes Ausflugsziel. Die Kriegsjahre bis 1945 führten zu einer Bevölkerungsreduktion. 1945 konnte die Ortsgemeinde Arbon das Schloss käuflich erwerben.
Zur baden-württembergischen Bodensee-Gemeinde Langenargen bestehen besonders seit der Seegfrörni im Jahr 1963 partnerschaftliche Beziehungen. Zum 1. Januar 1998 wurden die Munizipalgemeinde Arbon sowie die Ortsgemeinden Arbon (BFS-Nr. 4401) und Frasnacht (BFS-Nr. 4402) zur politischen Gemeinde Arbon fusioniert. Im August 2005 feierte Arbon sein 750-jähriges Stadtrecht.
Am 19. August 2012 vernichtete ein Grossbrand fünf der alten Saurer-Hallen in der Arboner Industrie. Dabei gab es drei Verletzte zu beklagen. Über 14 Stunden standen 350 Feuerwehrleute aus Arbon und den angrenzenden Gemeinden (auch aus Steinach und Berg SG) im Einsatz. Nach ersten Schätzungen beträgt der Sachschaden mehrere Millionen Franken.
→ siehe auch Abschnitt Geschichte im Artikel Frasnacht

## Sehenswürdigkeiten

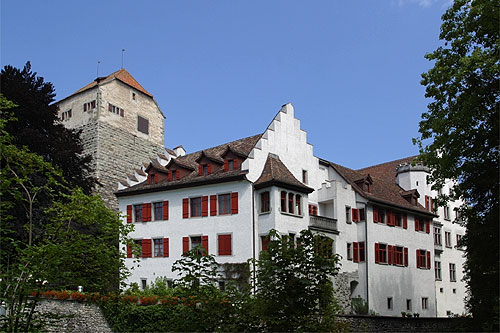
Schloss Arbon

Arbon weist eine Reihe von Sehenswürdigkeiten auf. Besonders die Altstadt, mit ihren mannigfaltig verwinkelten Gassen, hält einiges an mittelalterlicher Geschichte Arbons präsent. Die Gebäude aus den umliegenden Quartieren stammen hauptsächlich aus der Zeit der Industrialisierung. Die Stadt Arbon ist im Inventar der schützenswerten Ortsbilder der Schweiz aufgeführt.
Das Arboner Schloss mit Schlossturm gehört mit zu den bedeutendsten Sehenswürdigkeiten von Arbon und ist gleichzeitig ihr Wahrzeichen. Es handelt sich hierbei ursprünglich um eine Burg mit Bergfried. Der deutlich ältere Bergfried ist am grauen Gemäuer zu erkennen und stammt aus dem Jahr 993. Im Herzen der mittelalterlichen Altstadt liegt der eng von Häusern umgebene «Fischmarktplatz» mit einem zentral gelegenen Brunnen. Dort finden von April bis Oktober monatlich Flohmärkte statt.

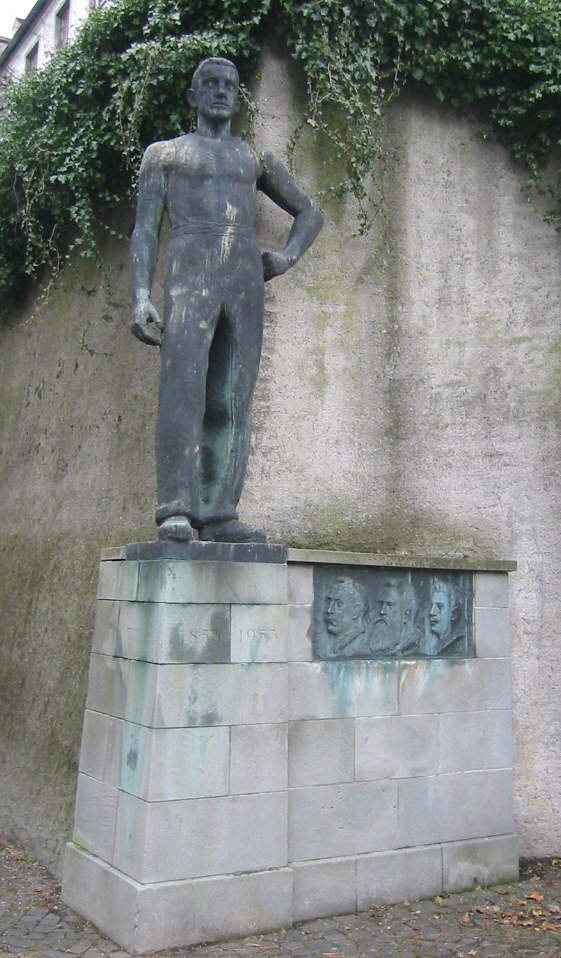
Denkmal Franz, Adolph und Hippolyt Saurer

Aus der römischen Zeit sind der Wachtturm, der Eckturm des Römerkastells (Kastell Arbon) und Teile der alten Stadtmauer erhalten geblieben. Das mittelalterliche «Haus zur Freiheit» («Römerhof») wurde auf römischen Grundmauern erbaut und 1798 mit Kanonen bestückt, die von Fischingen nach Arbon gebracht wurden. Weiter ist aus der Zeit der Industrialisierung noch das Saurer-Denkmal zu erwähnen, zur Erinnerung an die Firmenpatrons Franz, Adolph und Hippolyt Saurer.
Architektonisch werden die Altstadt (Mittelalter und Barock) und die umliegende Stadt (Jugendstil und moderne Architektur) unterschieden. Als Beispiele aus Mittelalter und Barock seien die Untertorgasse mit den Fischereifresken an den Rückseiten der Hausfassaden erwähnt, ferner das ehemalige Rathaus, das mit einer eigenwilligen Architektur ausgestattet ist: Sein Dachstock bildet durch Überhängen eine Art «Krone». Das Bohlenständerhaus an der Schmiedgasse 5, ein rarer Zeuge mittelalterlichen Hausbaus, wurde im ausgehenden 15. Jahrhundert errichtet, wobei Teile der Grundmauern aus der Zeit um 1300 stammen.
Aus Jugendstil und Romantik sind vor allem die «Heine-Siedlung» sehenswert, das sind ehemalige Arbeiterhäuser der Stickereiindustrie, oder der «Schädlerturm», in dem der Legende nach Löwen gehalten wurden.
Das bedeutendste Baudenkmal der frühen Moderne ist das Strandbad, ein bemerkenswertes Bad im Stil des Neuen Bauens.
Zur modernen Architektur gehören das Hotel Metropol, dessen Form auf ein Kreuzfahrtschiff anspielt (soll abgerissen und durch einen Neubau ersetzt werden), sowie das Hochhaus Saurer, 1960 vom Architekten Georges-Pierre Dubois in Anlehnung an die «Unité d’Habitation» von Le Corbusier entworfen.

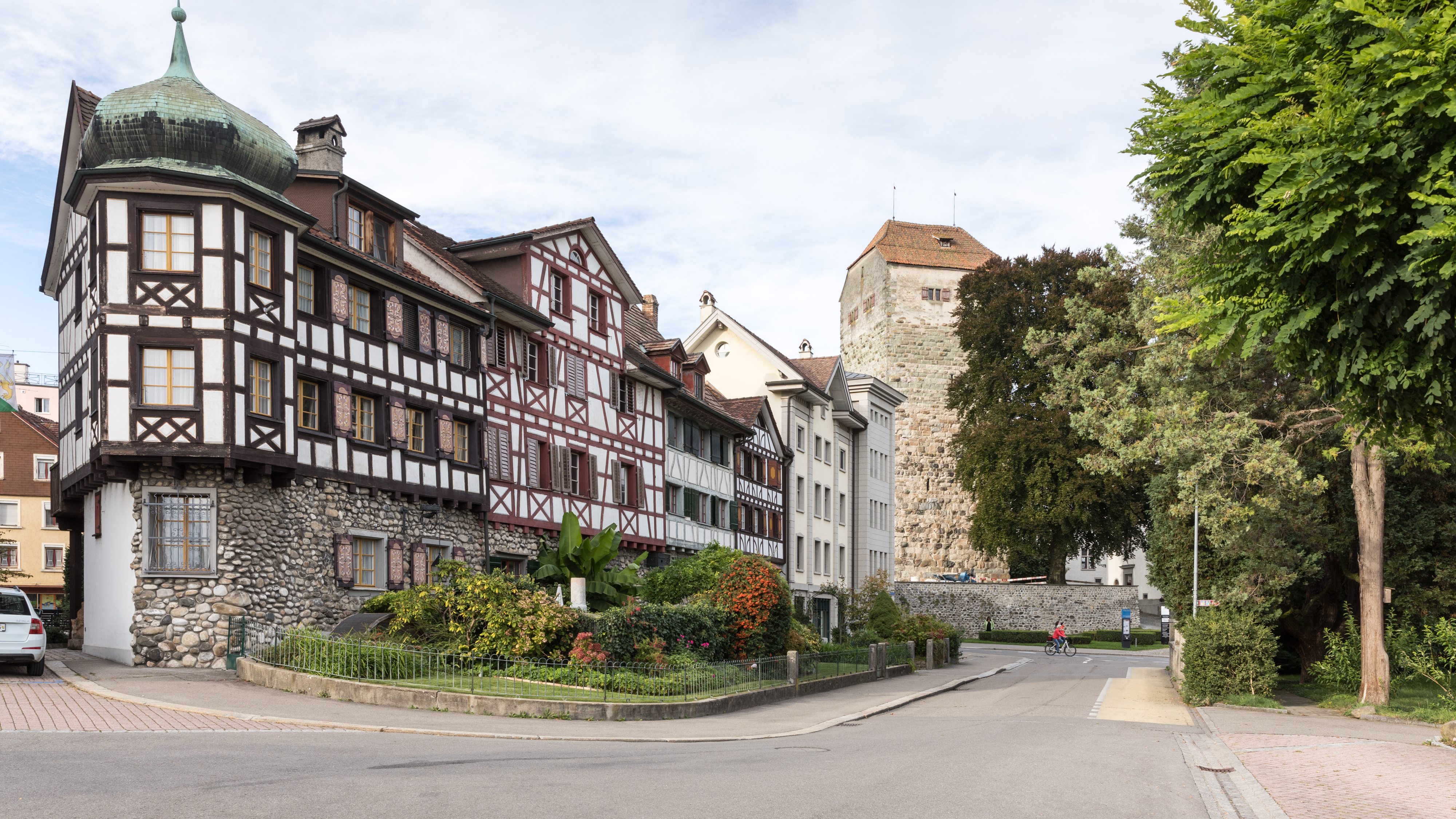
Promenadenstrasse und Schlossturm
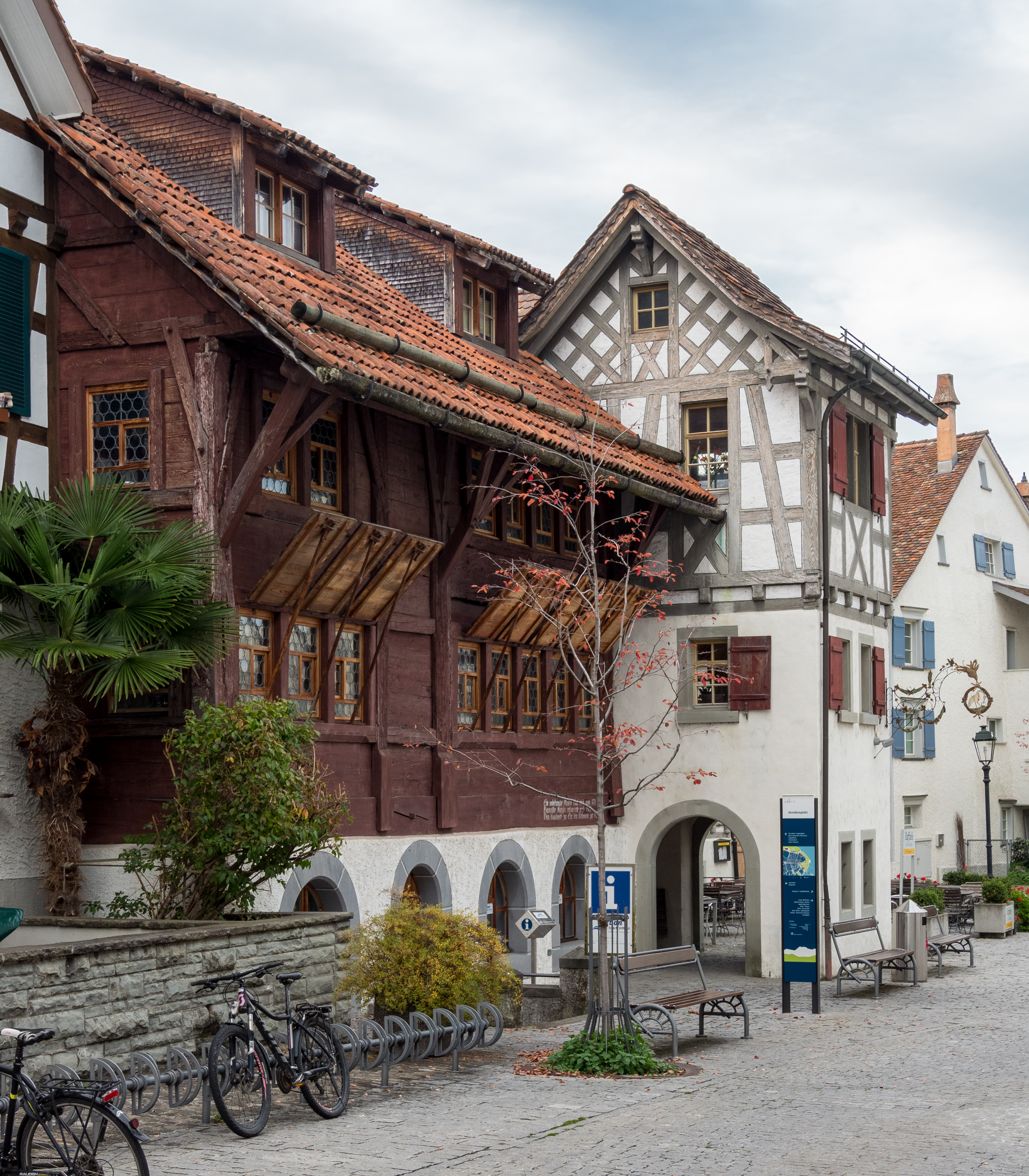
Bohlenständerhaus Schmiedgasse 5
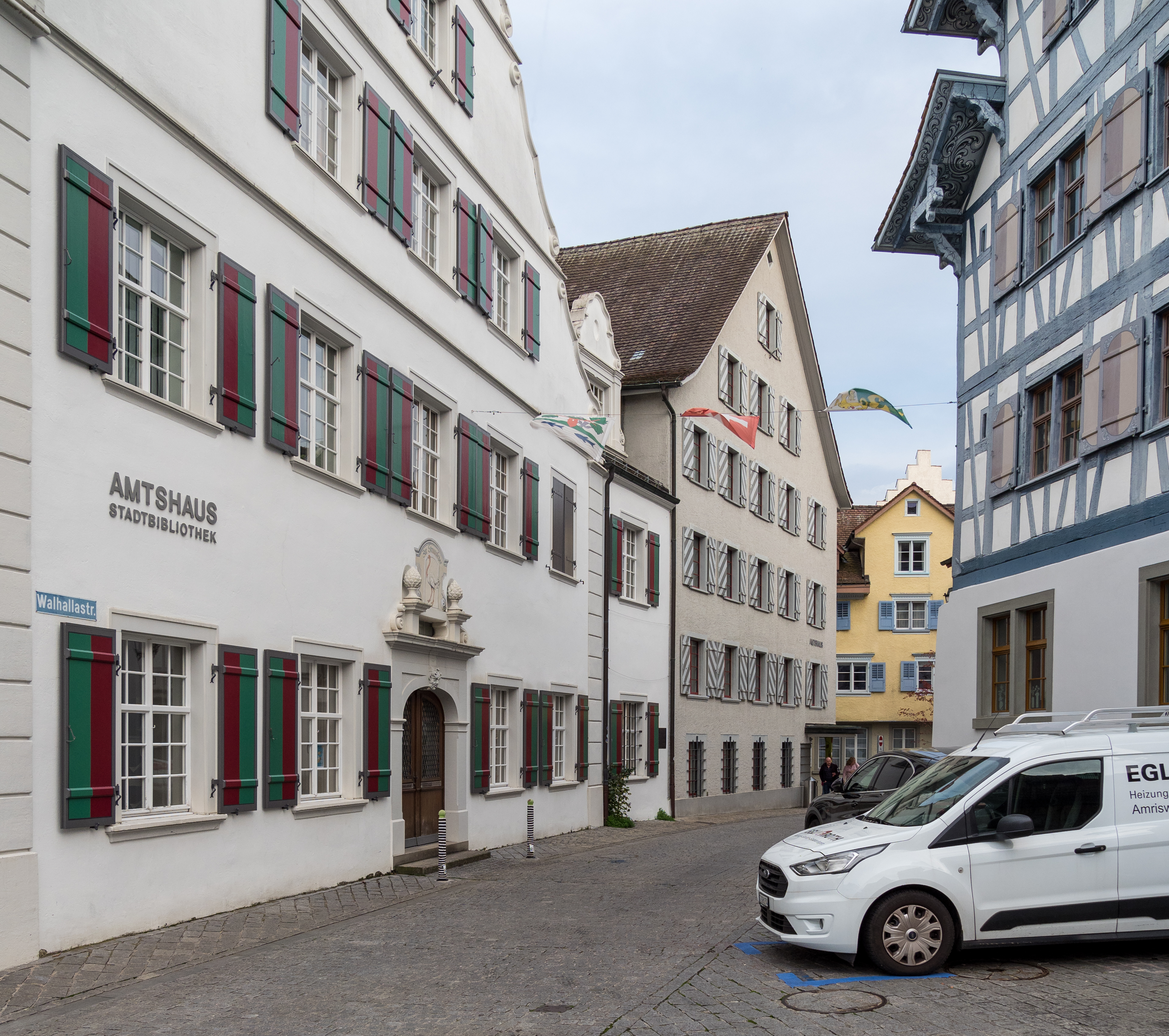
Amtshaus Walhallastrasse 2 und 4
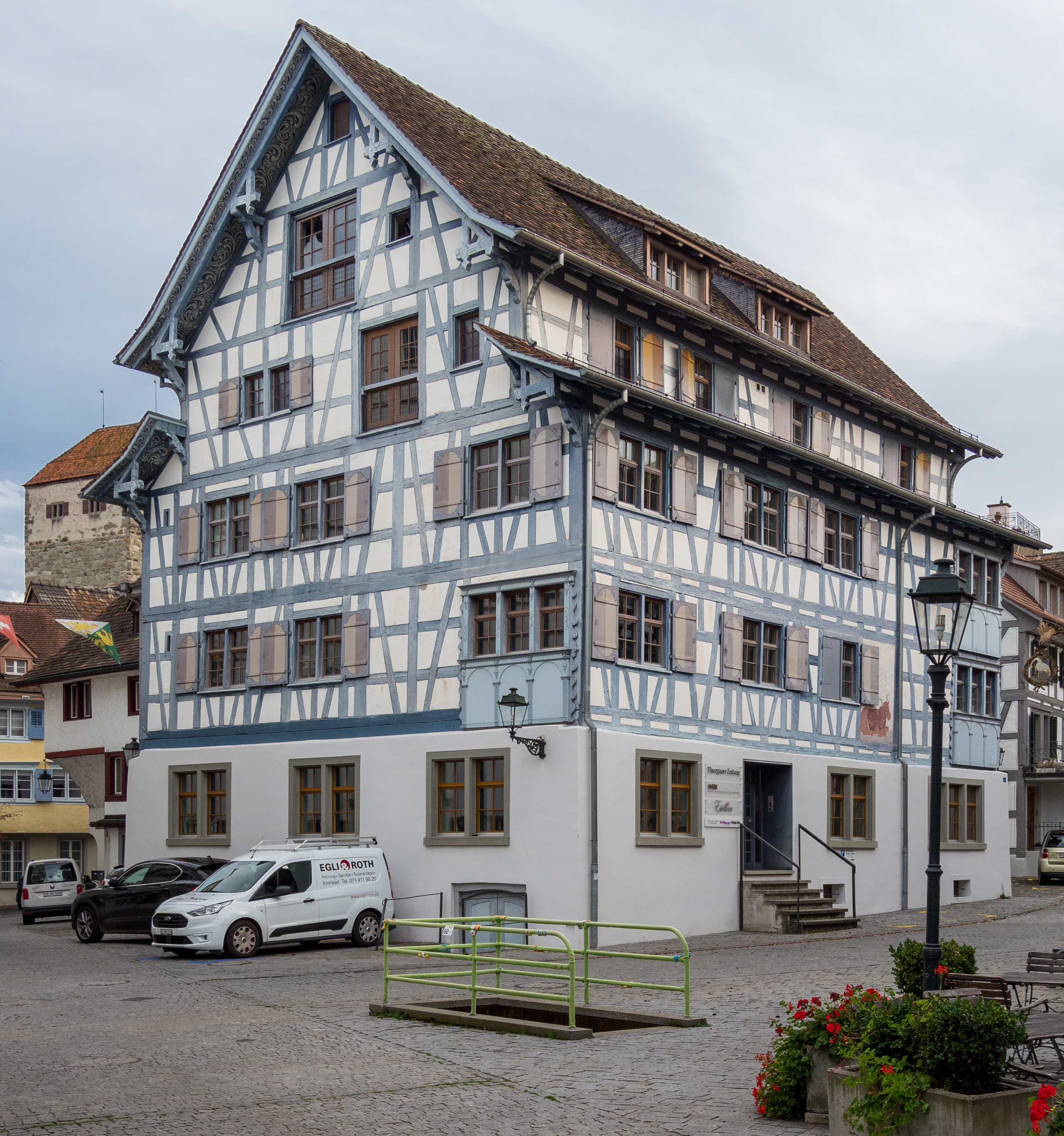
Ehemaliges Gasthaus «Ochsen»
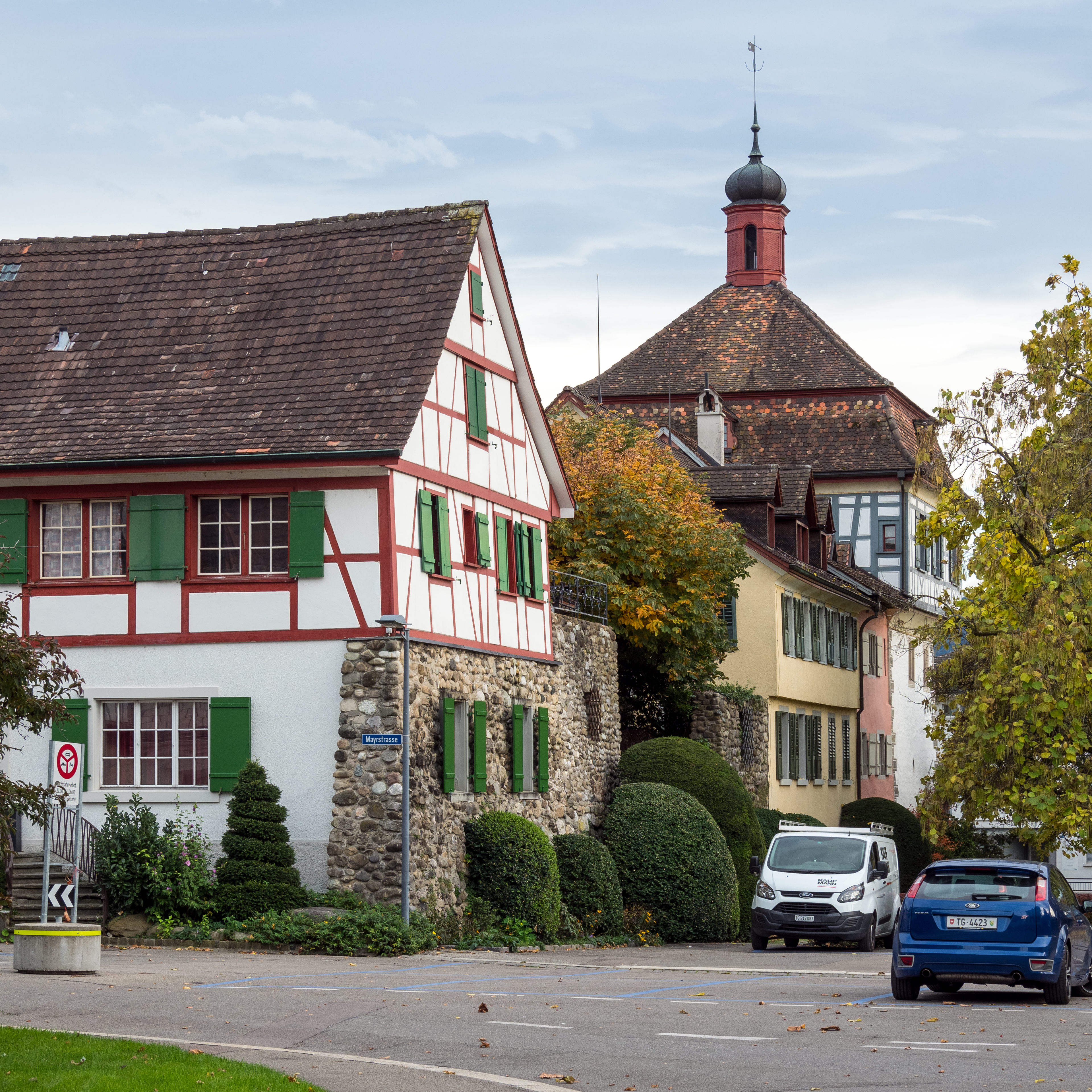
Wohnhaus/Restaurant «Stadtgarten» und Rathaus

## Wappen

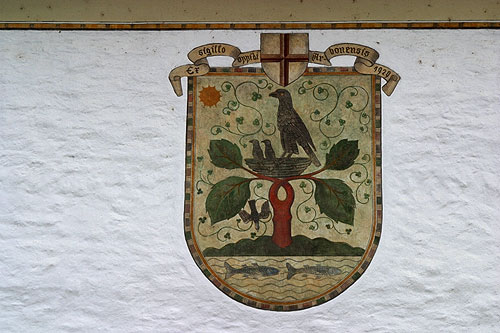
Arboner Wappen am Rathaus, wo bis Juli 2012 das Bezirksgericht tagte

Blasonierung: In Weiss auf grünem Berg ein roter Baum mit gekreuzten Hauptästen und vier Blättern; darauf in einem grünen Nest zwei junge und stehend ein alter Vogel, ein vierter stürzt ab; alle grau. Im weissen Schildfuss zwei nach links schwimmende blaue Fische.
Das redende Wappen stellt den «glücklichen Baum» (Arbor Felix) am Ufer des Bodensees dar. Das Arboner Stadtwappen ist erstmals für das 14. Jahrhundert belegt und hat im Lauf der Jahrhunderte Ergänzung durch die Fische erfahren. Die im Buch «Die Gemeindewappen des Kantons Thurgau» 1960 publizierte Fassung blieb während Jahrzehnten im Gebrauch, bis das um 1930 geltende Wappen mit Beschluss des Stadtrates 2001 reaktiviert wurde.
Über die Anzahl Fische und den herabstürzenden Jungvogel wurde viel spekuliert, allerdings ist die Bedeutung dieser Elemente nicht schlüssig geklärt. Beim Baum könnte es sich um eine Linde, bei den Vögeln um Falken handeln.

## Bevölkerung und Religion

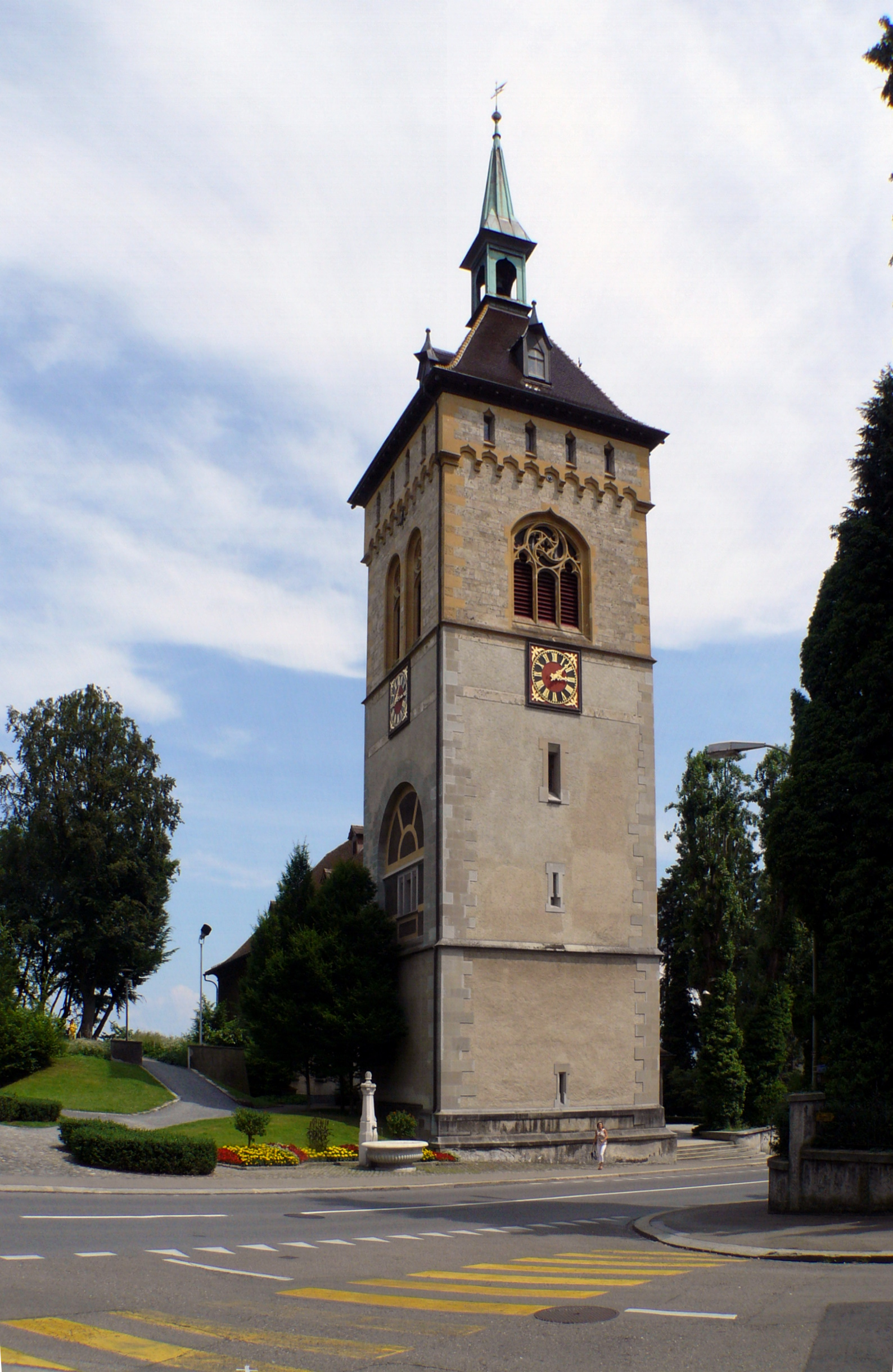
Katholische Kirche St. Martin

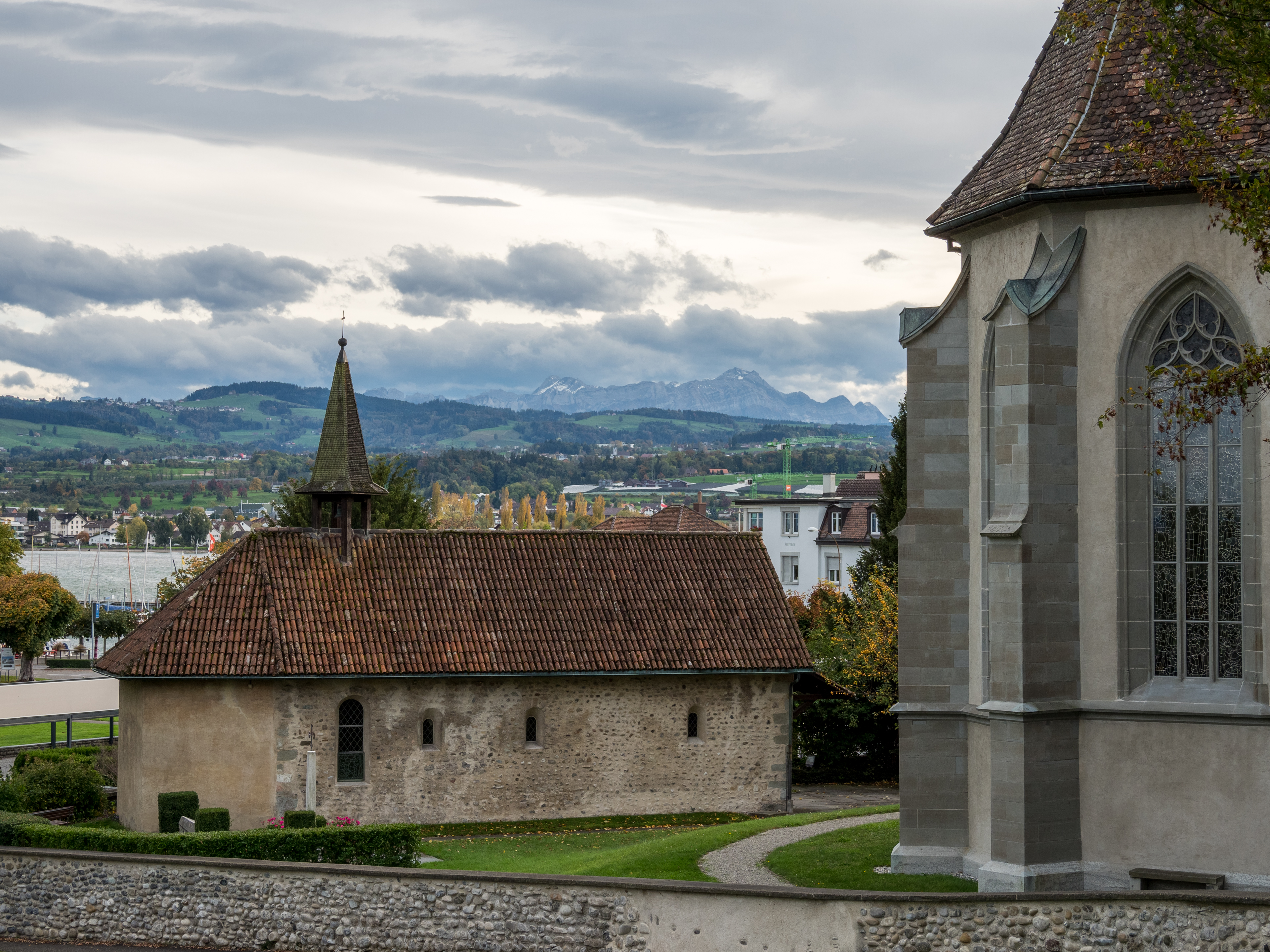
Galluskapelle aus dem 12./13. Jahrhundert

Zwischen 1860 und 1910 erlebte die Bevölkerung durch die Ansiedlung vielfältiger Industrie einen Wachstumsschub. Zwischenzeitlich wuchs Arbon sogar zur grössten Stadt des Kantons Thurgau heran. Während des Zweiten Weltkriegs schrumpfte durch die Nähe Arbons zum Deutschen Reich (auf der gegenüberliegenden Seeseite) und die Flucht der Bevölkerung aus den schweizerischen Randregionen die Bevölkerung markant, erholte sich nach dem Krieg aber rasch wieder.
Durch die Integration der Ortsgemeinde Frasnacht (bestehend aus Stachen, Frasnacht, Kratzern, Speiserslehn und Feile) erhöhte sich die Bevölkerungszahl 1998 nochmals, und durch weitere Zuwanderung erreichte sie am 31. Dezember 2023 15'708 Einwohner. Damit ist Arbon nach Frauenfeld und Kreuzlingen die drittgrösste Stadt im Kanton. 4358 (27,7 %) waren römisch-katholisch und 3077 (19,6 %) evangelisch-reformiert. Die Ortschaft Arbon zählte zu diesem Zeitpunkt 13'434 Bewohner.
Am 31. Dezember 2023 waren 5459 Personen bzw. 34,8 % der Bevölkerung ausländische Staatsbürger. Sie stammen vor allem aus Deutschland, Italien und Ex-Jugoslawien.
| Die zur Anzeige dieser Grafik verwendete Erweiterung wurde dauerhaft deaktiviert. Wir arbeiten aktuell daran, diese und weitere betroffene Grafiken auf ein neues Format umzustellen. (Mehr dazu) |

|                     | 1824   | 1850   | 1870   | 1888   | 1910   | 1941   | 1970   | 1990   | 2000   | 2010   | 2018   | 2023   |
| ------------------- | ------ | ------ | ------ | ------ | ------ | ------ | ------ | ------ | ------ | ------ | ------ | ------ |
| Politische Gemeinde |        |        |        |        |        |        |        |        | 12’906 | 13’512 | 14’533 | 15’708 |
| Munizipalgemeinde   | 645    | 927    | 1919   | 3073   | 10’299 | 8570   | 13’122 | 12’415 |        |        |        |        |
| Ortsgemeinde        | 1396   | 2500   | 9598   | 7897   | 12’227 | 11’043 |        |        |        |        |        |        |
| Quelle              | [ 25 ] | [ 25 ] | [ 25 ] | [ 25 ] | [ 25 ] | [ 25 ] | [ 25 ] | [ 25 ] | [ 24 ] | [ 24 ] | [ 24 ] | [ 14 ] |

Wie in vielen Orten im Kanton Thurgau sind die Einwohner Arbons zwischen der evangelisch-reformierten und der römisch-katholischen Glaubensrichtung des Christentums aufgeteilt. Davon zeugen die verschiedenen Kirchen: die Kirche St. Martin ist katholisch, ebenso die angrenzende Galluskapelle. Evangelisch ist die reformierte Kirche im Quartier «Bergli» (durch ihre erhöhte Lage weitherum sichtbar und mit Aussicht über die Altstadt versehen). Zudem sind die evangelischen Freikirchen St. Chrischona, die Pfingstgemeinde und die Heilsarmee vertreten. Im Weiteren besteht die Christliche Gemeinde Arbon.
In jüngster Zeit erfolgt eine vermehrte Zuwanderung von Muslimen, hauptsächlich aus Balkanländern, allen voran dem Kosovo.

## Politik
Bis 2020 verschickte Arbon als einzige Gemeinde im Kanton das Büchlein mit den Informationen zu Abstimmungsvorlagen in gemeinsamen Haushalten nur an Männer, bei verheirateten Paaren. Als Grund gab die Gemeinde das Sparen an.

### Legislative
- SP: 8
- Grüne: 1
- EVP: 1
- Mitte: 6
- XMV: 2
- FDP: 5
- BFA: 1
- SVP: 6

Arbon hat seit 2003 ein Stadtparlament mit 30 Mitgliedern.
| Partei                           | 2003 | 2007 | 2011 | 2015 | 2019 | 2023 |
| -------------------------------- | ---- | ---- | ---- | ---- | ---- | ---- |
| Sozialdemokratische Partei (SP)  | 7    | 7    | 10   | 8    | 7    | 8    |
| FDP.Die Liberalen (FDP)          | 5    | 7    | 6    | 7    | 6    | 5    |
| Die Mitte (bis 2019 CVP)         | 6    | 6    | 4    | 6    | 6    | 6    |
| Schweizerische Volkspartei (SVP) | 6    | 6    | 8    | 6    | 5    | 6    |
| Xsunder Menschen Verstand (XMV)  | -    | -    | -    | 1    | 3    | 2    |
| Grüne                            | -    | -    | -    | -    | 2    | 1    |
| Evangelische Volkspartei (EVP)   | 2    | 2    | 2    | 2    | 1    | 1    |
| Bürgerfraktion Arbon (BFA)       | -    | -    | -    | -    | -    | 1    |
| Die Kleine Liste (DKL)           | 2    | 2    | -    | -    | -    | -    |
| Zukunftswerkstatt Arbon (ZWA)    | 2    | -    | -    | -    | -    | -    |

### Exekutive
Die Regierungsgeschäfte werden in verschiedene Ressorts unterteilt und von einem Stadtrat geführt.
In der Legislaturperiode 2023–2027 besteht der Stadtrat aus den folgenden Personen:
- René Walther, FDP; Stadtpräsident, Ressort Präsidium
- Didi Feuerle, Grüne; Vizepräsident, Ressort Bau/Umwelt
- Luzi Schmid, Die Mitte Einwohner/Sicherheit
- Reto Neuber, Die Mitte Soziales/Gesellschaft
- Daniel Bachofen, SP; Ressort Freizeit/Sport/Liegenschaften

### Judikative
Das Bezirksgericht hat seinen Sitz in Arbon. Für die Stadt Arbon besteht ein Friedensrichterkreis, weiter hat Arbon eine eigene Stadtpolizei.

### Nationale Wahlen
Bei den Nationalratswahlen 2023 betrugen die Wähleranteile in Arbon: SVP 33,2 %, SP 16,0 %, Die Mitte 15,7 %, FDP 10,6 %, Grüne 8,9 %, glp 7,4 %, EVP 2,1 %, EDU 2,1 %.

## Infrastruktur
Arbon hat an der Südwestgrenze ein eigenes Wasser- und Elektrizitätswerk. Dazu ist das nahe gelegene Romanshorn Bezüger von Fern- und Erdgas, wovon auch Arbon profitiert. Das Wasser wird aus dem Bodensee entnommen, gefiltert und anschliessend in einer Wasseraufbereitungsanlage behandelt.
Verschiedenste Fachgeschäfte finden sich in der Arboner Altstadt, daneben gibt es drei Einkaufszentren: «Novaseta» (Coop), «Rosengarten» (Migros) und seit September 2016 am Saurerareal die «Hamel», in der unter anderem Die Post, Coop und MFit eingemietet sind.

## Verkehr

### Strasse
Arbon hat seit 1993 einen Autobahnzubringer zur A1. Dadurch wurde Arbon verkehrstechnisch besser erschlossen, vor allem Richtung St. Gallen – Zürich und ins Rheintal, davor führte nur eine kurvenreiche Kantonsstrasse nach St. Gallen. Die Hauptstrasse 13 führt von Romanshorn her kommend durch das Stadtzentrum nach Rorschach.

### Eisenbahn

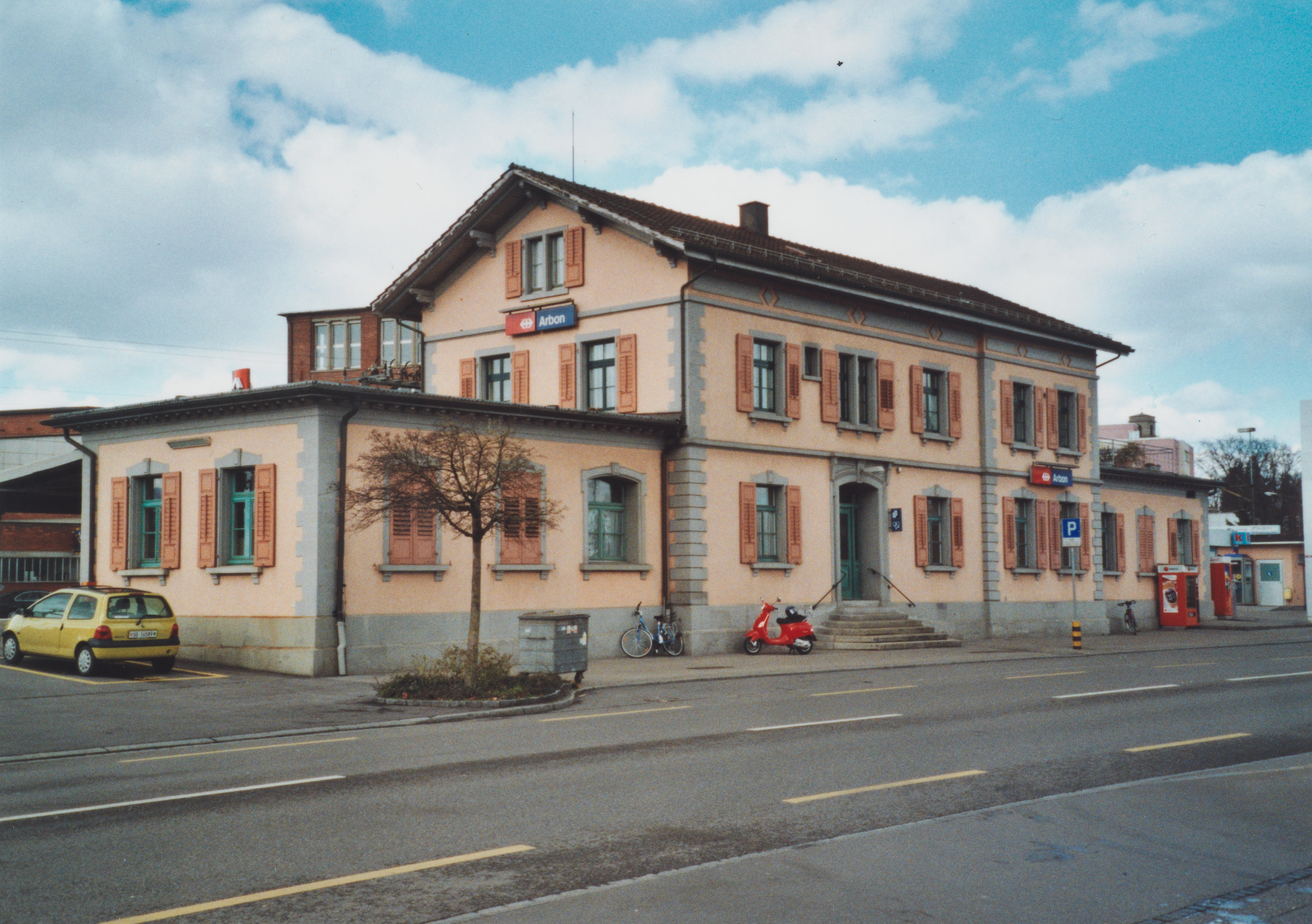
Bahnhofsgebäude Arbon, erstellt 1869, Strassenseite (2008)

Mit den Zügen der Seelinie (Rorschach – Romanshorn – Kreuzlingen) ist Arbon im Halbstundentakt mit den Schnellzugbahnhöfen Romanshorn und Rorschach verbunden. Die Stadt ist sowohl durch den Bahnhof Arbon als auch mit der 2007 eröffneten Haltestelle Arbon Seemoosriet erschlossen. Im Jahr 2018 wurde der Bahnhof Arbon von täglich durchschnittlich 1700 Passagieren benutzt, die Haltestelle Seemoosriet von 430 Passagieren.

### Bus
Eine Buslinie der Bus Oberthurgau führt nach Amriswil und eine der passagierreichsten Postautolinien der Schweiz via Wittenbach nach St. Gallen. St. Gallen ist auch mit einer Postauto-Schnellbuslinie erreichbar, die die Autobahn A1 benützt.

### Schifffahrt
Eher für touristische Zwecke verkehrt der Schiffsverkehr der Weissen Flotte auf dem Bodensee (auch nach Deutschland) in den Sommermonaten.

## Wirtschaft

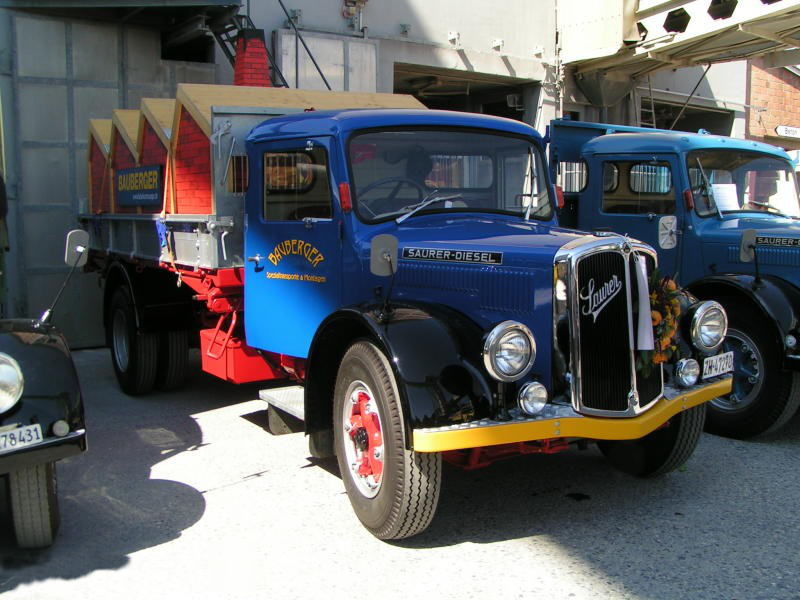
Saurer-LKW Oldtimer

Arbon ist das wichtigste Industriezentrum des Oberthurgaus. Bedeutendster Arbeitgeber war bis in die 1980er-Jahre die Lastwagen-, Stickereimaschinen- und Webmaschinenfirma Adolph Saurer AG. Das Unternehmen wurde 2006 von OC Oerlikon übernommen und ist jetzt in chinesischer Hand, an der Börse Shanghai kotiert. Der grösste Arbeitgeber in der Region waren danach die in der Arbonia (ehemals Arbonia-Forster-Gruppe) zusammengeschlossenen Firmen. Der Konzern mit Sitz in Arbon zählt international rund 6200 Mitarbeiter, führt aber an Ort keine Produktionsgesellschaft mehr.
Weitere mittlere und grössere Unternehmungen wie die Bruderer AG, die Forster Swiss Home AG, die Gerberei Gimmel oder die Otto Keller AG haben sich im Laufe der Zeit rund um Arbon angesiedelt. Einen weiteren wichtigen Wirtschaftsfaktor bildet der Tourismus. Arbon vermarktet dabei erfolgreich seine Lage am Bodensee und organisiert jährlich ein eigenes Seenachtsfest.
Im Jahr 2020 bot Arbon 5133 Personen Arbeit (umgerechnet auf Vollzeitstellen). Davon waren 0,5 % in der Land- und Forstwirtschaft, 36,4 % in Industrie, Gewerbe und Bau sowie 63,1 % im Dienstleistungssektor tätig.

## Messen und Märkte
Jährlich präsentiert sich in zwei Messen die Arboner Wirtschaft: die Frühlingsmesse und die ARWA (Arboner Weihnachtsausstellung). Die Frühlingsmesse findet jeweils im Monatswechsel vom März zum April statt, die ARWA im Monatswechsel vom November zum Dezember. Veranstaltungsort ist jeweils der Seeparksaal. Verschiedene Arboner Firmen nutzen zudem auch die Olma in St. Gallen als Plattform.
Im März und November findet jeweils ein Jahrmarkt mit Karussells und Marktständen statt. Im Volksmund heissen der Frühlings- und Herbstmarkt einfach nur «Jahrmarkt».
Jährlich am Karsamstag findet der Ostermarkt auf dem Fischmarktplatz statt. Dort findet am dritten Samstag im Oktober auch der so genannte Zwiebel- und Kürbismarkt statt. Auch ein Flohmarkt ist von April bis Oktober dort monatlich Teil des Geschehens.
Für den am ersten Samstag im Dezember stattfindenden Christkindlimarkt wird jeweils ein grosser Teil der Altstadt abgesperrt. Es werden ausschliesslich von Hand gefertigte Waren angeboten, vom Schlossturm werden Adventsmelodien gespielt. Eine St.-Nikolaus-Figur belebt den Weihnachtsmarkt.

## Kultur
Die Arboner Stadtbibliothek ist in einem Jugendstilhaus («Haus zur Straussfeder») untergebracht und verfügt über 13'000 Medien für Kinder, Jugendliche und Erwachsene (Lektüre der verschiedensten Gattungen, Bilderbücher, Bücher zu Sachthemen, Comics, englische, französische und italienische Bücher, sowie diverse Zeitschriften, Hörbücher und Tonies).

### Historische Museen
Das Historische Museum hat seinen Sitz im Schloss Arbon.
Als grösstes privates Museum im Thurgau zeigt die Dauerausstellung eine Zeitreise durch Arbons 5500-jährige Geschichte. Jungstein-, Bronze-, Römerzeit, Mittelalter, Leinwandhandel im 18. Jahrhundert und Industrialisierung im 19. und 20. Jahrhundert werden mit teils einmaligen Exponaten in Bildern, Dokumenten und Kurztexten gegenwärtig. Weitere Abteilungen zeigen die Kirchengeschichte, Wohnkultur im Biedermeier, Arbons frühere Wasserversorgung, die Geschichte der Schlossanlage, in Arbon vor bald hundert Jahren hergestellte Handfeuerwaffen, Bodenseegfrörni und Jahrhundert-Hochwasser sowie eine Aussicht vom Schlossturm. Die Abteilungen Urzeit, Römerzeit sowie Thurgauer Waffen und Ortspolizei Arbon wurden mit Hilfe von Fachleuten neu aufgebaut. Mit dem renovierten mittelalterlichen Saal im Erdgeschoss steht der Museumsgesellschaft ein Raum für Sonder- und Wanderausstellungen zur Verfügung.
Die Firma Saurer hatte in Arbon den Produktionsstandort für Lastwagen und Omnibusse. Heute erinnert das Saurer-Oldtimer-Museum an die Saurer-Dynastie und zeigt eine Sammlung von Nutzfahrzeugen der Marken Saurer und Berna sowie Motoren, Schnittmodelle und anderen technischen Erzeugnissen. Das Museum liegt unmittelbar am Bodensee im so genannten Seepark-Areal.

### Arbonerlied
Das lokalpatriotische Arbonerlied des Komponisten Theodor Zürcher schildert die römische Vergangenheit und gleichzeitig die herausragende Lage am See:
Arbon mein Arbon

Blumenstadt am Bodensee

Bist wie ein Märchen

Hingezaubert von einer guten Fee

Das haben schon die alten Römer erkannt

Darum haben sie Dich ja «Arbor Felix» genannt

So ist bis heut’ geblieben

Arbon das wir (so) lieben

## Bildung
Seit 2006 werden in Arbon die Schulen durch drei Primarschulgemeinden und eine Oberstufengemeinde geführt. Die Kindergärten sind den Primarschulen zugeteilt. Arbon hat keine eigene Mittelschule. Sekundarschüler besuchen dafür die Kantonsschule Romanshorn, ausserdem existiert in Kreuzlingen und Rorschach je eine pädagogische Maturitätsschule. In Bezug auf die Erwachsenenbildung gibt es in Arbon die Möglichkeit, sich in der Migros-Klubschule fortzubilden.

## Sport und Freizeit

### Sportvereine
In Arbon sind verschiedene Sportvereine vertreten (Unihockeyclub, Mountainbike-Club, Schwimmclub, Tennis-, Tischtennis- und Badmintonclub, Sportschützen, Karateclub, Fischerverein, Ruderclub Seeclub Arbon.). In schweizerischen Ligen sind vor allem der Fussballclub und der Handballclub präsent. Beide Vereine präsentieren sich in der laufenden Saison 2024/25 mit 1. Mannschaften in höheren Ligen: Die Herrenmannschaft des Fussballclubs spielt in der 2. Liga interregional des SFV (fünfthöchste Spielklasse). Die Damenmannschaft des Handballclubs spielt in der zweithöchsten Liga (Spar Premium League 2). Die erste Herrenmannschaft des HC Arbon bestreitet die Meisterschaft in der Nationalliga B (zweithöchste Schweizer Liga). Der Ruderclub Seeclub Arbon stellte in der Vergangenheit Teilnehmer für die Schweiz bei Olympischen Spielen.

### Veranstaltungen
Das «Infocenter Arbon» und Umgebung organisiert von Mitte Juni bis Mitte September Führungen durch die Altstadt. Immer Mitte Juni findet das Seenachtsfest statt, es dauert jeweils von Freitagabend bis Sonntagabend. Ein Lunapark bei der Seepromenade und ein nächtliches Feuerwerk gehören zu den Hauptattraktionen. 2009 und 2010 fand anlässlich des Seenachtsfestes die Arboner Talentshow statt. Daraus ist die Jugendkulturplattform 2011, organisiert von der Kinder- und Jugendarbeit Arbon, entstanden.
Alljährlich findet ein Open-Air-Kino in den Quaianlagen Arbons zwischen Schloss Arbon und Bodensee statt.
Im August 2009 fand das SummerDays Festival erstmals in Arbon statt. Mit je rund 10'000 Besuchern am Freitag und am Samstag war das Open-Air-Konzert ausverkauft.
Seit 2010 findet alljährlich im Jakob-Züllig-Park das Internationale Kulturenfest Arbon statt.
Im örtlichen Lokal (allgemein bekannt als) Billard Pub finden regelmässig Veranstaltungen mit verschiedenen Musikgruppen statt, unter anderem BACK:N:BLACK (All Girl Tribute Band to AC/DC), Zucker-O (Zucchero Coverband) und Reckless Roses (Guns N’ Roses – Coverband aus Osteuropa).

### Freizeit
Bekannt ist Arbon für sein Freibad, die «Badi», die in den 1990er-Jahren grundlegend erneuert wurde. Sie bietet neben direktem Zugang zum Bodensee auch beheizte Becken mit 50-m-Schwimmbahnen, eine Riesenrutschbahn und einen 10-Meter-Sprungturm. Daneben gibt es in Arbon mehrere andere Freizeitmöglichkeiten, wie die Seepromenade mit Schlosspark, das Strandbad und den Philosophenweg, einen Spazier- und Radweg dem Bodenseeufer entlang bis nach Egnach. Dort sind auch noch letzte bewaldete Gebiete zu finden, wie das Seemoosholz. Unter anderem befinden sich dort eine Vita-Parcours-Anlage und eine BMX-Radrennbahn.

## Städtepartnerschaften
Freundschaftliche Beziehungen pflegt Arbon zu:
 Deutschland Langenargen, seit 1963, im Land Baden-Württemberg auf der gegenüberliegenden deutschen Seeseite

 Schweiz Binn, seit 1991, im Kanton Wallis

## Persönlichkeiten
Die folgenden Personen stehen mit Arbon in Verbindung:

### In Arbon geboren
- Johannes Eustache Egolf von Westernach (1642–1707), Weihbischof im Bistum Augsburg, Domherr zu Konstanz
- Jacob Hermann Obereit (1725–1798), Schriftsteller, Philosoph und Wundarzt, Wiederentdecker der Nibelungenhandschrift C
- Johann Ulrich Sauter (1752–1824), thurgauischer Regierungsstatthalter in der Helvetik (1800–1803)
- Johann Heinrich Mayr (1768–1838), Färbereifabrikant, Publizist und Weltreisender
- Adolf Friedrich Zürcher (1820–1888), Politiker, Arzt und Richter
- Alfred Kaiser (1862–1930), Sinai-Forscher, Schweizerischer Handelsagent in Ägypten
- Hermann Forster sen. (1877–1944), Fabrikant
- Hippolyt Saurer (1878–1936), einziger Sohn von Adolph Saurer, Erfinder und Entwickler von Lastwagen und Webmaschinen
- Max Daetwyler (1886–1976), Kriegsdienstverweigerer, Pazifist
- Karl Hauff (1908–1987), deutscher Politiker (SPD), Landtagsabgeordneter in Baden-Württemberg
- Peter W. Staub (1910–2000), Film- und Theaterschauspieler
- Alfred Abegg (1914–1998), Politiker der SP
- Otto Keller (1916–2003), Unternehmer und FDP-Nationalrat (1964–1979)
- Heinz Schwarz (1920–1994), Bildhauer und Maler
- Marlies Näf-Hofmann (1926–2018), Politikerin und Juristin
- Peter Rüedi (* 1943), Journalist, Dramaturg und Verfasser einer Biographie über Friedrich Dürrenmatt
- Hubert Seiz (* 1960), Profiradrennfahrer
- Rolf Järmann (* 1966), Profiradrennfahrer
- Steve Zampieri (* 1977), Profiradrennfahrer
- O’Neil Bürgi (* 1981), Filmemacher
- Simon Vitzthum (* 1995), Radsportler

### In Arbon gewirkt

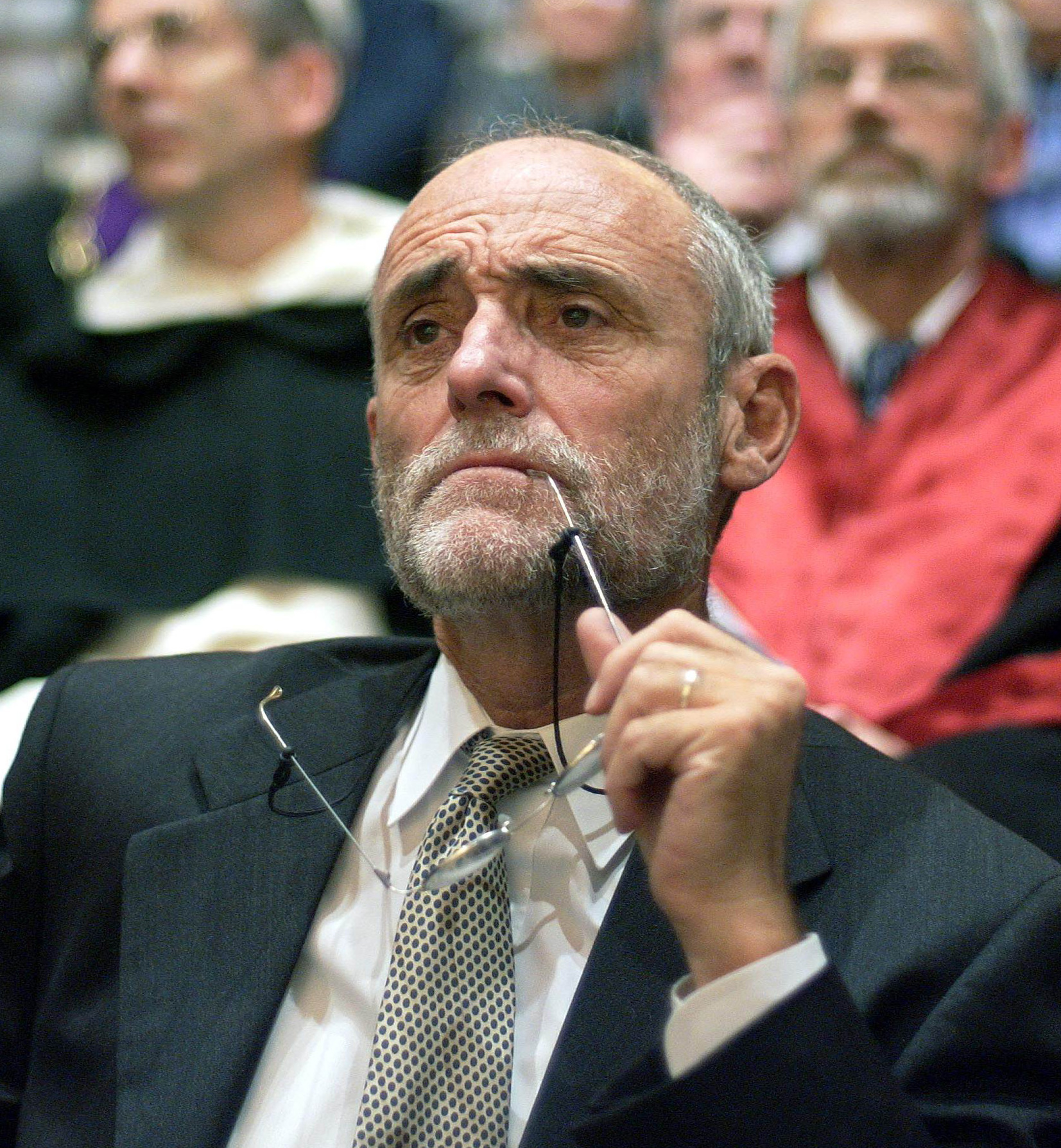
Jakob Kellenberger, IKRK-Präsident

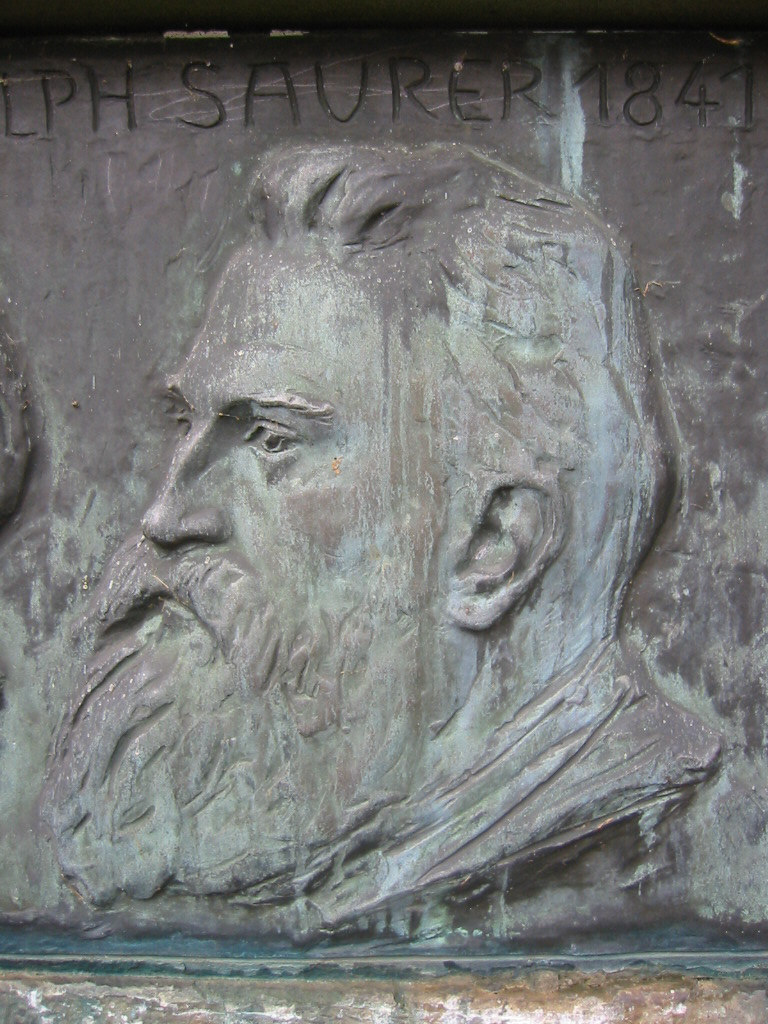
Adolph Saurer, Industriepionier (Denkmal)

- Felix Baumgartner (1969–2025), Base-Jumper, Extremsportler, Weltrekordhalter im Sprung aus der Stratosphäre[37]
- Karl Bleidorn (1863–1932), Stickmaschinenhersteller
- Thomas Bornhauser (1799–1856), Pfarrer (von 1831 bis 1851 in Arbon) und Politiker
- Anna Maria Boxler (1884–1965), Stickerin
- Albert Dubois, Saurer-Generaldirektor (1938–1969)
- Hl. Gallus (550 vermutlich bis 640)
- Claudius Graf-Schelling (1950–2019), Dr. iur., Bezirksgerichtspräsident (1988–2000), von 2000 bis 2015 Regierungsrat (Departement Justiz und Sicherheit)
- Franz Hayoz, Saurer-Arbeiter, danach Verwalter der Saurer-Betriebskrankenkasse, Ortsverwaltungsrat und von 1941 bis 1957 Gemeindeammann von Arbon
- Wendelin Heene (1855–1913), böhmisch-schweizerischer Architekt, erstellte 1898 bis 1908 die Stickereifabrik Heine
- Arnold Bendix Heine (1847–1923), US-amerikanischer Gründer der weltgrössten Stickereifabrik, 1898 bis 1911 in Arbon tätig
- Jakob Kellenberger (* 1944), Dr. phil. I, Dr. h. c. der Universität Basel, Präsident des Internationalen Komitees vom Roten Kreuz (IKRK) (2000–2012)
- Johann Heinrich Mayr (1768–1838), Textilindustrieller, wegen seiner Reisen in den Libanon im Volksmund Libanonmayr genannt
- Johann Jakob Mayr, Regierungsrat (1803–1822)
- Ernst Rodel (1901–1993), Redaktor der Thurgauer Arbeiter-Zeitung (1935–1971) und SP-Nationalrat (1954–1963)
- Gerda Rodel (1914–1998), Journalistin
- August Roth, Dr. iur., Gemeindeammann, Regierungsrat (1941–1954) und SP-Nationalrat (1928–1931, 1935–1941 und 1945–1951)
- Adolph Saurer (1841–1920), Fabrikant
- Franz Saurer (1806–1882)
- Heinrich Steinbeck (1884–1967), Komponist und Dirigent
- Christoph Anton Stoffel, erster Kommandant der 1831 gegründeten französischen Fremdenlegion
- Severin Stoffel, Regierungsrat (1874–1879) und Nationalrat (1872–1879)
- Heinrich Vogt-Gut (1852–1934), Apparatebauer, Politiker und Bezirksgerichtspräsident
- Rolf Weber (1923–2000), Dr. iur., Bezirksgerichtspräsident (1954–1988) und SP-Nationalrat (1970–1987)
- Jakob Züllig (1921–1999), Metzgermeister und Unternehmer (Arbonia AG, ab 1973 Arbonia-Forster-Gruppe)

### Ehrenbürgerschaft
Der Dirigent und Komponist Heinrich Steinbeck (1884–1967) hat für seine Verdienste für die Stadt Arbon die Ehrenbürgerschaft erhalten. Am Adolph-Saurer-Quai erinnert seit dem 2. Mai 1984 ein Gedenkstein an ihn.